# Ритм
Ритм (грец. ῥυθμός — розміренність) — рівномірне чергування мовних, звукових, зображальних елементів у відповідній послідовності; періодичне рівномірне чергування звуків, рухів, зображень за такими ознаками, як сила, тривалість тощо.
У переносному значенні — розміреність, злагодженість у протіканні чогось.

## Ритм у музиці
Ритм — чергування і співвідношення сильних і слабких долей та акцентів; один із трьох основних елементів музики, нарівні з мелодією і гармонією, часова організація послідовності та групування тривалостей звуків і пауз, не пов'язана з їхнім висотним положенням. Засобом вимірювання ритму є метр.

## Ритм успортивній гімнастиці
Ритм — це поєднання у часі сильних, акцентованих частин руху із слабкими, пасивними. Ритмічне чергування м'язового напруження й розслаблення — один з показників правильності виконання руху.

## Ритм упоезії
Ритм — чергування наголошених і ненаголошених, або довгих і коротких складів.

## Ритм у часі у людини
Щоденний і тижневий ритм визначається, серед іншого, встановленим робочим часом, а також годинами роботи, розкладом і знижками в непіковий період. Ритм дня і року також визначається, серед іншого, денним світлом і зовнішньою температурою. Школи часто мають тижневий розклад.
Місячний ритм іноді визначається днем виплати доходу з отриманими доходами за місяць і невеликими фінансовими резервами.
У різних релігіях існує тижневий ритм щодо дня відпочинку/святого дня (зазвичай це неділя, субота чи п'ятниця).
Людина також може прив'язуватися до певного знайомого ритму без зовнішніх факторів.
Під час переведення годинника (з літнього часу на зимовий) можна розрізнити фактори, які пов’язані з годинником (встановлений робочий час, години роботи, розклади та знижки в непіковий час) і природні фактори (денне світло та зовнішня температура).

## Джерело
- Юрій Юцевич. Музика: словник-довідник. — Тернопіль, 2003. — 404 с. — ISBN 966-7924-10-6. (html-пошук по словнику, djvu)